# Belciana bicolor
Belciana bicolor là một loài bướm đêm trong họ Noctuidae.